# Noordpeene
Noordpeene è un comune francese di 806 abitanti situato nel dipartimento del Nord nella regione dell'Alta Francia.

## Società

### Evoluzione demografica
Abitanti censiti